# Regionalna cesta R2-430
R2-430 je regionalna cesta drugega reda med Mariborom in Celjem. 
S prekategorizacijo ceste H2, 1.januarja 2020, se je podaljšala in je dolga je 68 km. Njen potek se po novem glasi: Pesnica-Maribor (Tezno)-Maribor (Tržaška cesta)-Slovenska Bistrica-Slovenske Konjice-Celje.
Do leta 2009, ko je bil končan odsek avtoceste A1 med Mariborom in Celjem, je bila to glavna cestna povezava med mestoma.